# 実質所得
実質所得（じっしつしょとく）とは経済学用語の一つ。現在に得られている所得を、物価の変動を考慮したうえで修正した所得のことである。
所得を年ごとに比較して変化を見る場合には、貨幣基準を一定にする必要があり、このような形で所得の変化を見る基準が実質所得ということになるわけである。実質所得は、物価変動を織り込んだ上で修正された額となることから、企業の投資活動や消費者の懐具合を見るのには重要な基準となる。特に企業価値を定量的に計測するうえでは、単年度の所得だけでなくDCFなどの計算によって将来計測をしたうえで現在価値を考慮する必要がある。また消費者を対象とした企業の業績を見る場合にでも、実質所得は重要な基準である。